# Kościół Chrystusa Króla Wszechświata w Kolnie
Kościół Chrystusa Króla Wszechświata w Kolnie – rzymskokatolicki kościół parafialny należący do parafii pod tym samym wezwaniem (dekanat Kolno diecezji łomżyńskiej).
Jest to świątynia murowana, wzniesiona w latach 1999–2004 dzięki staraniom księdza Jana Lucjana Grajewskiego, proboszcza parafii pod wezwaniem świętej Anny w Kolnie. Budowa kościoła została rozpoczęta 22 sierpnia 1999 roku, kamień węgielny został wmurowany przez biskupa pomocniczego Tadeusza Zawistowskiego w dniu 24 wrześni 2000 roku, codzienna liturgia w murach budującej się świątyni rozpoczęła się 3 lipca 2004 roku. Świątynia została uroczyście poświęcona 9 czerwca 2018 roku przez biskupa łomżyńskiego Janusza Stepnowskiego.